# Stenailurus
Stenailurus es un género extinto de félido macairodontino. Sus fósiles se han hallado en yacimientos del Turoliense, en el Mioceno de la península ibérica y Macedonia.
Stenailurus teilhardi es la única especie descrita, nombrada en honor de Pierre Teilhard de Chardin. Su dentición difiere de la del género Metailurus, al que fue adscrito en primer lugar.